# Casa Tosi
Casa Tosi fue una cadena de tiendas por departamentos de Ecuador cuya línea principal eran las prendas de vestir, los productos para el hogar y los electrodomésticos. Fundada por el italiano Carlo Tosi Siri, inició sus operaciones en 1919 en la ciudad de Guayaquil, y para 1938 el italiano Egidio Zunino Zunino asume la administración de la empresa, ubicándose en las calles Aguirre y Pedro Carbo y en donde se mantuvo como su matriz a lo largo de los años.  En 1978 fue uno de los primeros almacenes de Ecuador en emitir su propia tarjeta de crédito.
La empresa fue cerrada en abril de 2014, luego de un periodo continuo de dificultades económicas. Al momento de su cierre contaba con cinco almacenes, tres en Guayaquil y dos en Quito.

## Problemas financieros y cierre
La empresa tuvo una vertiginosa baja en ventas en el año 2010, año en que facturó 15 millones de dólares, esto en comparación con 31 millones que había facturado dos años antes.
En enero de 2011 la empresa cerró la sucursal con la que contaba en el centro comercial Mall del Sol. Dos años más tarde cerró la sucursal de Mall del Sur, la segunda más grande que poseía luego de la matiz, asegurando que los ingresos del local eran menores a las ganancias.
En abril de 2013, el Gobierno de Ecuador tomó el control de la empresa al aseverar que Pietro Franceso Zunino, dueño del liquidado Banco Territorial, poseía la mayoría de acciones de Casa Tosi, de este modo violando la ley antimonopolio ecuatoriana. Casa Tosi poseía además deudas con el Servicio de Rentas Internas y el Seguro Social. También debía un préstamo de 17 millones de dólares al Banco Pichincha.
Para finales de 2013 se dio a conocer que sus ingresos habían bajado hasta 6.97 millones de dólares, provocando más de dos millones de dólares en pérdidas. El 1 de abril de 2014 se anunció el cierre definitivo de las operaciones de la empresa, poniéndole fin a más de 90 años de actividad empresarial.